# Edvard Majbridž
Edvard Majbridž (engl. Eadweard Muybridge, 9. april 1830 — 8. maj 1904) bio je fotograf poreklom iz Britanije.  Poznat je prvenstveno po ranom korišćenju višestrukih foto-aparata da uhvati kretanje, te po zoopraksiskopu, uređaju za projektovanje pokretnih slika koji se koristio pre današnje celuloidne filmske trake.

## Mladost i prvi radovi
Majbridž se rodio kao Edvard Džejms Mageridž (engl. Edward James Muggeridge) u engleskom gradu Kingston na Temzi. Smatra se da je promenio ime prema kralju Edvardu kako je napisano na podnožju krunidbenog kamena u Kingstonu (Eadweard umesto Edward), koji je tamo ponovo podignut 1850. Mageridž je postalo Majgridž (Muygridge) i zatim Majbridž nakon što se preselio u SAD početkom 1850-ih.
Majbridž je 1855. stigao u San Francisko i počeo da radi kao izdavački agent i knjižar. Počeo je da se zanima za fotografiju, čemu je najviše pomogao dugi oporavak u Engleskoj nakon što 1860. zamalo nije poginuo u nesreći kočije. Vratio se u San Francisko 1866. i zaposlio se u mesnoj fotografskoj radnji. Neki tvrde da je pomagao fotografu krajolika Karltonu Votkinsu (Carleton Watkins), ali to nije potvrđeno.

## Fotografisanje Divljeg zapada
Za Majbridža se prvi put čulo 1867. godine, kada je objavio fotografije Josemitija i San Franciska. Ubrzo se proslavio svojim fotografijama krajolika, koje su slavile veličanstvo i prostranstvo Divljeg zapada. Slike je objavljivao pod pseudonimom Helios. Leta 1868. Majbridž je dobio narudžbu da fotografiše ekspediciju američke vojske na netom kupljenu Aljasku.
Kalifornijsko geološko društvo pozvalo ga je 1871. da fotografiše za istraživanje Visoke Sijere. Iste se godine venčao s Florom Stoun (Floroa Stone). Zatim je proveo više godina putujući kao uspešan fotograf. Železnička pruga je 1873. stigla do indijanske teritorije, a Vojska SAD unajmila je Majbridža da fotografiše ratove Modoka koji su usledili.

## Rad sa Stanfordom
Budući kalifornijski guverner Liland Stanford (Leland Stanford), poslovni čovek i vlasnik konjskog trkališta, platio je Majbridžu 1872. da reši jedno pitanje (a ne opkladu, kao što se obično smatra): Stenford je tvrdio da u konjskom galopu postoji trenutak kada su sva četiri kopita u vazduhu. Da bi našao odgovor, Majbridž je razradio šemu za trenutno snimanje pokreta. Majbridžova tehnika je uključivala hemijske formule za razvijanje fotografija i električni okidač koji je napravio Stanfordov elektroiženjer Džon D. Ajzaks (John D. Issacs). Majbridžov odnos sa Stanfordom bio je dug i buran, ali upravo je zbog tog rada fotograf ušao u istoriju.
Majbridž je 1874. otkrio da mu žena ima ljubavnika, nekog vojnika po imenu Hari Larkins (Harry Larkyns). Pošao je Larkinsu u posetu 17. oktobra 1874. Rekao mu je: "Dobro veče, vojniče, zovem se Majbridž, a ovo je odgovor na pismo koje ste poslali mojoj ženi." Zatim ga je ustrelio. Suđeno mu je zbog ubistva, ali oslobođen je zbog "opravdanog ubistva". Taj događaj iz Majbridžovog života je tema opere Fotograf Filipa Glasa Philipa Glass iz 1982. godine, gde je tekst preuzet iz njegovog suđenja i njegovih pisama ženi. Majbridž je bio uveren da mu je žena rodila Larkinsovo dete (iako je u odraslom dobu ovaj vrlo ličio na Majbridža). 
Nakon što je oslobođen, otišao je na neko vreme iz SAD i snimao po Srednjoj Americi, da bi se vratio 1877. NJegov sin Florado Helios Majbridž (Florado Helios Majbridž), zvani Floddie poslat je u sirotište, a posle je radio kao rančer i vrtlar. Umro je u saobraćajnoj nesreći 1944. godine, u 69. godini.
Majbridž je 1878. uspešno fotografisao konja u trku koristeći niz od pedeset foto-aparata. Aparati su raspoređeni na stazi uporednoj s kretanjem konja, a svaki bi aparat aktivirala nategnuta žica koju bi povukla konjska kopita. Taj niz fotografija, snimljen na današnjem Stanfordskom univerzitetu, zove se "Konj u pokretu" (The Horse in Motion) i pokazuje da su u jednom trenutku uistinu sva kopita u vazduhu, iako ne u času njihovog najvećeg razmaka, kao što su prikazivali tadašnji slikari, nego u času kad su sva podvučena ispod konja, kad kretanje prelazi iz "povlačenja" prednjim nogama na "guranje" zadnjim.

## Zoopraksiskop
Zatim je vršio hemijska istraživanja metoda razvijanja fotografija da bi bolje uhvatio kretanje. Nadajući se da će iskoristiti znatno zanimanje javnosti za te slike, Majbridž je izumeo zoopraksiskop, sličan zoetropu, ali njegov je uređaj projektovao slike tako da publika vidi realistično kretanje. Sastav je po mnogo čemu bio preteča današnjeg filma.
Majbridž je koristio tu tehniku mnogo puta da fotografiše ljude i životinje te proučava njihovo kretanje. Ljude je često fotografisao oskudno odevene ili gole, u raznim radnjama, od boksovanja i spuštanja stepenicama do geganja male dece. Zato se njegovi radovi mogu uvrstiti među prva biomehanička istraživanja. 
Slično postavljeni sinhronizovani foto-aparati danas se koriste za fotografisanje specijalnih efekata, ali sa suprotnim ciljem: menjati ugao snimanja dok scena ostaje nepomična.
Edvard Majbridž vratio se 1894. u Englesku, gde je 1904. umro u rodnom gradu, u domu rođake Ketrin Smit (Catherine Smith), Park View, 2 Liverpool Road. Kremiran je, a pepeo mu je zakopan u Vokingu.

## Uticaj
Kod sledećih se ljudi može primetiti Majbridžov uticaj:
- Džon Gejta (John Gaeta) - Iskoristio je osnovna načela Majbridžove fotografije da stvori filmsku tehniku usporenog kretanja u filmu Matrix.
- Etjen-Žil Mare (Etienne-Jules Marey) - Snimio je prvu seriju kretanja uživo pomoću jedne kamere.
- Tomas Ikins (Thomas Eakins) - Sarađivao je s Majbridžom i nastavio njegova istraživanja pokreta, te je svoja otkrića uklopio u svoj umetnički rad.
- Tomas Edison (Thomas Edison) - Patentirao je filmsku kameru.
- Vilijam Dikson (William Dickson) - Pripisuje mu se otkriće filmske kamere.
- Marsel Dišan (Marcel Duchamp) - Naslikao je Akt koji silazi niz stepenice, broj 2.

Osim toga, i današnji animatori i umetnici koriste Majbridžov rad u svojim delima. Grupa U-2 snimila je spot za pesmu Lemon 1993. kao omaž Majbridžovim tehnikama. Grupa za elektronsku muziku The Crystal Method snimila je 2004. spot za pesmu Born Too Slow ("Rođen prespor") koji se zasnivao na Majbridžovom radu.

## Spoljašnje veze
- - dvadesetminutni eksperimentalni film koji priča o Majbridžovoj opsednutosti vremenom i slikom vremena na prelazu vekova.
- - Internet stranica drame Kevina Kera Kevin Kerr koja umetnički prikazuje određena razdoblja Majbridžovog života.
- Animacija prvih pokretnih slika u filmskoj povesti. Umetnica:
- - Majbridž je snimio mnogo fotografija o životu Indijanaca u Josimitiju.
- The Compleat Muybridge

1. 1 2 3 4  Мишић, Милан, ур. (2005). Енциклопедија Британика. Л-М. Београд: Политика : Народна књига. стр. 87. ISBN 86-331-2116-6.